# Skoraj popolno število
Skoraj popolno število (včasih tudi podpopolno število (kvazipopolno število), nezadostno popolno število ali tudi delno okrnjeno število) je v matematiki pozitivno celo število za katerega je vsota pozitivnih pravih deliteljev enaka σ*(n) = n-1, (oziroma σ(n) = 2n-1). Edina skoraj popolna števila, ki so znana, so potence števila 2 oblike 2k za poljubni naravni k (OEIS A000079):
1, 2, 4, 8, 16, 32, 64, 128, 256, 512, 1024, 2048, 4096, 8192, ...
Ne ve se ali so vsa skoraj popolna števila te oblike. Vsa skoraj popolna števila so nezadostna števila. Njihova nezadostnost je po definiciji enaka 1.